# Драгица Јовановић
Драгица Јовановић (Сплит, 3. јун 1973) je некадашња француска порно-глумица пореклом из бивше Југославије. Позната је под псеудонимом на француском језику Draghixa Laurent или само Draghixa.

## Биографија
Рођена је 3. јуна 1973. године у Сплиту. Већину сцена у каријери је снимила током деведесетих у Француској и Италији. У својој каријери Драгица је примила и неколико награда, а две се издвајају: Hot d'or награда за најбољу глумицу 1995. године у филму Le Parfum de Mathilde  и главна награда на Интернационалном сајму еротике у Бриселу. Године 1995. се појавила у француском издању часописа Плејбој.
Драгица се појавила у веома популарним спотовима музичара попут Демона за песму You are my high, где се кроз цео спот љуби са мушким партнером и за песму Cours vite рок групе Silmarils.
Према сајту ИАФД глумила је у око 75 порно-филмова.

## Филмографија
- Offertes à tout n° 3 (1993)
- Private Film 6: Lady in Spain (1993)
- Stiff Competition 2 (1994)
- Dracula (1994)
- Honeydrippers 2: Blonde Forces (1995)
- Le Parfum de Mathild (1995)
- Nasty Girls 6 (1995)
- Secrets de Femmes (1995)
- The Voyeur (1995)
- Up and Cummers 15 (1995)
- Citizen Shane (1996)
- Cum One, Cum All: The Best of Up and Cummers Early Volumes (1996)
- Hamlet, pour l’amour d’Ophélie (1996)
- Lesbian Lovers 2 (1996)
- Sperma Klinik (1996)
- Concetta Licata 2 (1997)
- Anal X Import 18: France (1998)
- Maximum Perversum 69 - Perverse Leidenschaften (1998)
- The Best by Private 1: Private Stars (1998)
- The Best by Private 9: United Colors of Private (1998)
- Absolute Private (2000)
- Private Lust Treasures 1 (2002)
- Les Captives (2004)
- Les Captives 2 (2004)
- The Best by Private 54: Ebony Dreams (2004)
- извор сајт ИАФД